# Броло, Педро
Педро Броло Вила (исп. Pedro Brolo Vila; род. 3 февраля 1981, Гватемала) — гватемальский экономист, дипломат и политик. Министр иностранных дел Гватемалы с 14 января 2020 года по 31 января 2022 года.
Член партии Вперёд, он был кандидатом от партии на выборах мэра Гватемалы в 2019 году, заняв пятое место с 9449 голосами (2,2%).

## Биография
Броло — предприниматель и экономист. Он специализируется на правах человека, изменении климата и государственной политике. Он также имеет степень в области бизнес-администрирования и степень магистра в области анализа и управления надежностью.
Педро работал финансовым директором Организации американских государств в Гватемале и советником отделений Организации американских государств в Эквадоре и Гондурасе. Броло был назначен делегатом Комиссии по установлению истины в Гондурасе и работал в Конгрессе Республики в качестве политического аналитика.
В марте 2019 года партия Вперёд выдвинула Броло кандидатом на пост мэра Гватемалы, однако 16 июня 2019 года он их проиграл, а пост мэра занял Рикардо Киньонес Лемус из Юнионистской партии. Броло занял пятое место, набрав 9449 голосов (2,2%).
В 2020 году избранный президент Алехандро Джамматтеи назначил Броло министром иностранных дел и заявил, что «Броло станет самым молодым министром иностранных дел в истории Гватемалы».